# Annette Gerhardt
Annette Gerhardt ist eine deutsche Sprecherin von Fernsehmagazinen und Dokumentationen.

## Beruflicher Werdegang
Annette Gerhardt lernte nach dem Abitur beim NDR in Hamburg zunächst den Beruf der Filmeditorin. In dieser Funktion war sie bei Radio Bremen und seit 1984 bei SAT.1 tätig. Nebenher ging sie ihrem Hobby nach und sang in verschiedenen Bands in Bremen und Hamburg. Mit Peter Patzer nahm sie 1983 den Song You Are Not the One for Me auf, zu dem sie auch den Text schrieb. Ebenfalls nebenher begann sie in dieser Zeit, als Off-Sprecherin im Nachrichtenbereich zu arbeiten. Innerhalb der nächsten Jahre sprach sie für Formate wie Spiegel TV, Wa(h)re Liebe und Peep!. Seit 1995 ist sie regelmäßige Sprecherin für das Magazin Brisant und das Nachmittagsprogramm des MDR Fernsehens (MDR um 2 und MDR um 4). Im Ersten ist Gerhardts Stimme auch regelmäßig in den vom MDR produzierten Magazinen Fakt und Plusminus zu hören. Beim MDR spricht sie für das Magazin Exakt sowie Reportagen und Dokumentationen der Reihe Exakt – Die Story. 
Seit 2011 ist sie Kommentarsprecherin der deutschen Ausstrahlung des Internationalen Zirkusfestivals von Monte Carlo, die im Ersten und in mehreren dritten Programmen der ARD gezeigt wird. Darüber hinaus sprach sie zahlreiche Dokumentationen und Reportagen im öffentlich-rechtlichen deutschen Fernsehen, so die Provobis-Produktion Von Angst verfolgt – die Krankheit der Neunziger Jahre (1997), Schlupfwinkel statt Knast (2008) und die dreiteilige Dokumentation Sex im 21. Jahrhundert (2010).
2007 war Gerhardt eine der Sprecherinnen im Adolf-Grimme-Preis-nominierten Film Prüfstand 7 von Robert Bramkamp.
Im Jahr 2015 war sie in der deutschen Synchronfassung der mit einem News & Documentary Emmy Award ausgezeichneten Dokumentation Night Will Fall – Hitchcocks Lehrfilm für die Deutschen als Voice-over von KZ-Überlebenden ebenso zu hören wie als Kommentarstimme des Dokumentarfilms Im Glauben an Putin auf arte.
Im Jahr 2020 war sie Kommentarstimme des mehrfach preisgekrönten Dokumentarfilms Rentiere auf dünnem Eis, der von Altay-Film für arte und mdr produziert wurde. Der Film wurde in der Kategorie „Beste Dokumentation/Reportage“ für den Deutschen Fernsehpreis nominiert.
Auch im Bereich Werbung und Imagefilm ist Annette Gerhardt tätig. Das von ihr vertonte IHK-Prüfstück style-ich – gravierend anders von Alexander Polte wurde 2012 mit dem dritten Preis beim FinEX Medienpreis 2012 ausgezeichnet.